# Desa Sumurkondang (administrativ by i Indonesien, lat -6,39, long 107,38)
Desa Sumurkondang är en administrativ by i Indonesien.   Den ligger i provinsen Jawa Barat, i den västra delen av landet, 60 km öster om huvudstaden Jakarta.